# Giovanni di Bridlington
Giovanni di Bridlington, noto anche come John Twenge (Thwing, 1319 circa – Bridlington, 10 ottobre 1379), fu un sacerdote e religioso britannico proclamato santo da papa Bonifacio IX nel 1401.

## Biografia
Nacque nel 1319 a Thwing, vicino Bridlington nello Yorkshire. Nel 1336 iniziò gli studi a Oxford . Due anni più tardi, dopo la laurea tornò nella sua casa di Thwing e decise di unirsi al priorato di Santa Maria dei Canonici Regolari di Sant'Agostino a Bridlington. Durante più di 20 anni nel monastero svolse varie mansioni. Nel 1361, divenne priore del monastero.
Giovanni fu ispirato dal Vangelo di Giovanni come fonte di informazione e ispirazione sulla vita evangelica. 
Mori il 10 ottobre 1379.

## Culto
Papa Bonifacio IX canonizzò Giovanni di Bridlington il 24 settembre 1401, fu l'ultimo santo inglese canonizzato prima dello Scisma anglicano. Purtroppo la Bolla pontificia relativa alla canonizzazione è scomparsa. Re Enrico V attribuì la sua vittoria nella Battaglia di Azincourt all'intercessione di san Giovanni di Bridlington e a quella di san Giovanni di Beverley. Re Enrico VIII a seguito dello scisma fece distruggere nel 1537 la chiesa dedicata al santo. Solo nel 1857 venne restaurato quello che rimaneva della navata centrale.
L'iconografia del santo è con un libro e il pastorale. San Giovanni è il patrono di donne che hanno problemi con il parto e dei pescatori.
La sua memoria è celebrata il 10 ottobre.